# 巻子本古今和歌集

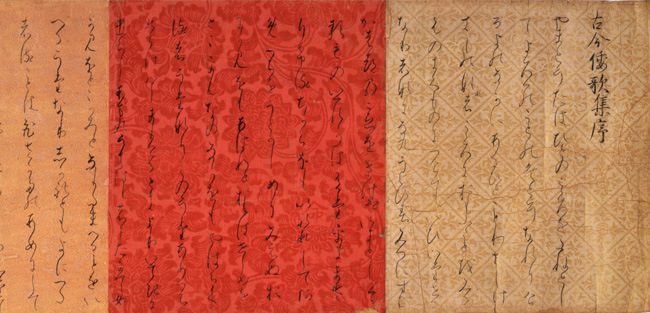
仮名序（巻頭）大倉集古館蔵、国宝

巻子本古今和歌集（かんすぼんこきんわかしゅう）は、平安時代後期（12世紀初め）に書写された『古今和歌集』の古写本。巻子装。伝称筆者は源俊頼だが、書風などから藤原定実を筆者とするのがほぼ定説である。平安古筆の代表的遺品の一つ。

## 概要
元は『古今和歌集』20巻に仮名序を加えた計21巻として制作されたとみられる。現在は、仮名序だけが首尾完存する巻子本として当時のままに残り（国宝、大倉集古館蔵）、巻十三（文化庁蔵）は約半数の歌数を残して巻子本として伝存。他に巻一〜五、九〜十一、十三、十五〜十九の断簡が梅沢記念館、畠山記念館、東京国立博物館（画像123）、常盤山文庫、陽明文庫、京都国立博物館（画像）、逸翁美術館、前田育徳会などに分蔵される。これらは、茶の湯の流行とともに巻子本から分割されて古筆切となり、あるいは古筆手鑑に貼られ、茶席を飾る茶掛けの名物として珍重された。
料紙は色替わりの染紙に雲母（きら）刷りと空刷り（蝋箋）で、花襷文や各種唐草文などを刷り出したものを使用している。右上の画像の大倉集古館本（仮名序）では、第1紙は白紙（具引き）に花襷文を雲母刷りとし、第2紙は濃朱に染めた紙に空刷りで牡丹蓮唐草文を表す。
本文は元永本古今和歌集、『筋切・通切』、『西本願寺本三十六人家集』（「人麿集」「貫之集上」）などと同筆で、筆者に藤原定実に当てる説が有力である。書風や料紙の類似から、元永本に近い時期の作品だと推定される。書を眺めると、連綿の美しさが際立っており、状況に応じて筆線の太さを書き分け、その変化の妙が抜群である。仮名序の後半二十紙目は全て草仮名のみで書いており、これが仮名序全体において大きなアクセントとなっている。